# Gästrikland tartomány
Gästrikland Észak-Svédország egyik történelmi tartománya. Szomszédai Uppland, Västmanland, Dalarna és Hälsingland tartományok.

## Megye
A tartomány a megye déli részén helyezkedik el.

## Földrajz
Gästriklandot sokszor Norrland kapujának nevezik. Hatalmas erdőségek és 1000 m-nél magasabb hegységek borítják.
Fontosabb városok:
- Gävle (kb. 1300)
- Sandviken (1943)

Nemzeti parkok:
- Färnebofjärden

## Címere
A tartomány a címerét 1560-ban, I. Vasa Gusztáv temetésekor kapta.

## Külső hivatkozások
- Gästrikland – Hivatalos honlap